# Tressin

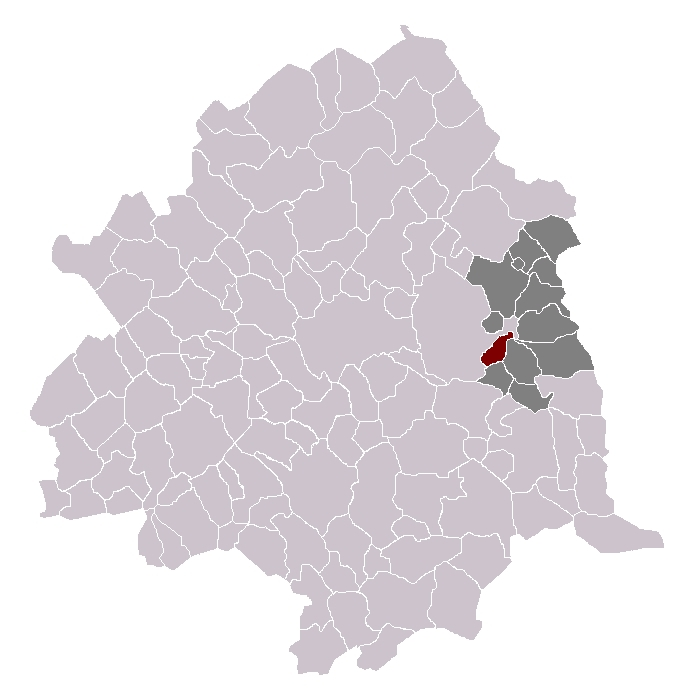
Ubicació de Tressin dins del cantó i el districte

Tressin és un municipi francès, situat a la regió dels Alts de França, al departament del Nord. L'any 2006 tenia 1.195 habitants. Limita al nord i oest amb Villeneuve-d'Ascq, a l'est amb Chéreng i al sud amb Anstaing.

## Demografia
| 1962                                       | 1968 | 1975 | 1982 | 1990 | 1999 | 2006  |
| ------------------------------------------ | ---- | ---- | ---- | ---- | ---- | ----- |
| 640                                        | 839  | 847  | 899  | 890  | 934  | 1.195 |
| Des de 1962: població sense dobles comptes |      |      |      |      |      |       |

## Administració
| Període | Identitat     | Partit |
| ------- | ------------- | ------ |
| 2001-   | René Gabrelle | PCF    |